# 提問 (修辭)
提問是設問修辭法的一種類型。主要的特點在於它是用問語提示下文，突出語意的重點，以吸引讀者注意，換言之，就是以“自問自答”的方式在文章中呈現。

## 例句
- 「夫當今生民之患，果安在哉？」（問）「在於之安而不之危，能逸而不能勞。」（答）(蘇軾  《教戰守策》)
- 「你知道鐵公是誰？」（問）「就是明初與燕王為難的那個鐵舷。」（答）(劉鶚  《大明湖》)
- 「什麼叫做大事？」（問）「簡單說，無論哪一件事情，只要從頭到尾徹底作成功，便是大事。」（答）(孫文  《立志作大事》)
- 「百鳥豈無母，爾獨哀怨深？」(問)「應是母慈重，使爾悲不任。」(答)(白居易 《慈烏夜啼》)
- 「半畝方塘一鑑開，天光雲影共徘徊，問渠那得清如許？」(問)「為有源頭活水來。」(答)(朱熹 《觀書有感》)
- 「人生到處知何似？」(問)「應似飛鴻踏雪泥。」(答)(蘇軾 《和子由澠池懷舊》)
- 「什麼最青？」(問)「台灣啤酒最青！」(答) (台灣啤酒廣告用語)
- 「座中泣下誰最多？」(問)「 江州司馬青衫溼。」(答) (白居易 《琵琶行》)
- 「松下問童子」(問)，「言師採藥去，只在此山中，雲深不知處(答)。」（賈島 《尋隱者不遇》）
- 「何以解憂？」(問)「唯有杜康。」(答)  ( 曹操 《短歌行》 )